# Pingasa subdentata
Pingasa subdentata là một loài bướm đêm trong họ Geometridae.